# Marshall Frank Moore
Marshall Frank Moore (12 février 1829 – 26 février 1870) est un général de la guerre de Sécession, avocat, et septième gouverneur du territoire de Washington.

## Biographie
Moore naît à Binghamton, dans le comté de Broome, le 12 février 1829. Il entre à l'université de Yale. Il épouse Francis Fanny Van Trump, le 7 juin 1859. Le couple a trois enfants ; Mary Louise, Frances, et Thomas.

## Carrière
Moore sert en tant que juge de l'État à la cour des plaids communs et en tant que procureur à Sioux City, en Iowa.
Moore rejoint l'armée de l'Union pendant la guerre de Sécession, et sert sous les ordres de George McClellan en Virginie et de Sherman. Le colonel commande le 69th Ohio Infantry et mène de nombreuses brigades pendant la plupart de la guerre. Il est à Rich Mountain, Shiloh, Chickamauga, Jonesboro et Missionary Ridge. Il démissionne en 1864 et est breveté major général le 13 mars 1865.
Moore est gouverneur du territoire de Washington de 1867 à 1869. Il est accompagné à Olympia, par son beau-frère, Philemon Beecher Van Trump, qui sert comme secrétaire privé de Moore. Moore est un délégué au Congrès des États-Unis du territoire de Washington en 1868. Il est également procureur de La Nouvelle-Orléans.

## Mort
Moore décède à Olympia, dans le comté de Thurston de l'État de Washington, le 26 février 1870. Il est inhumé dans le Masonic Memorial Park, à Tumwater, dans le comté de Thurston.